# 1813

## أحداث
- اندلاع معركة غليوين بين مماليك العراق والمنتفق.
- تأسيس مدينة قاروت وتقع حاليا في إندونيسيا.
- 7 أبريل: تأسيس مدينة بارانكيا وتقع حاليا في كولومبيا.
- نهاية الحرب الروسية الفارسية في 24 أكتوبر 1813 والتي بدأت في 1804.
- نهاية حرب تيكومسيه في 5 أكتوبر 1813 والتي بدأت في 1 أغسطس 1810.

## مواليد
- أغوستينو دبريتيس
- ألبرت غلاتين براون
- جون فريمونت
- جون وليام برغن
- جونيوس سبنسر مورجان
- حسين البشدري
- حسين بشروئي
- حميدة العمالي
- ديفيد سيتيل ريد
- ديفيد ليفينغستون
- ريتشارد فاغنر
- صموئيل جوردن كيركوود
- عباس حلمي الأول
- فردريك هنري أمبروز سكريفنر
- فريدريش هيبل
- كريستسيان هنري فريدريك بيترز
- سورين كيركغور
- ماتيلدا روتكيرش
- هنري بسمر
- خواجة عبد الغني
- 7 فبراير - الروائي الإنجليزي تشارلز ديكنز.
- 31 ديسمبر - هنري بينز جونز، طبيب إنجليزي.
- يوهان هاينريش جيلزر.

## وفيات
- عبد الله آغا التوتونجي
- إبراهيم البلاغي
- جوزيف لاغرانج
- زيبولون بايك
- سعود بن عبد العزيز بن محمد.
- بخروش بن علاس أمير زهران.

### يونيو
- 4 يونيو - جيمس لورانس، شخصية عسكرية أمريكية.